# 1983年香港
|        | 香港歷史 \| 香港歷史年表                                                                                                   |
| 世紀： | 19世紀香港 \| 20世紀香港 \| 21世紀香港                                                                                     |
| 年代： | 1950年代香港 \| 1960年代香港 \| 1970年代香港 \| 1980年代香港 \| 1990年代香港 \| 2000年代香港 \| 2010年代香港               |
| 年份： | 1979年香港 \| 1980年香港 \| 1981年香港 \| 1982年香港 \| 1983年香港 \| 1984年香港 \| 1985年香港 \| 1986年香港 \| 1987年香港 |
| 紀年： | 癸亥年（猪年）、香港開埠142周年、香港重光38周年                                                                            |

## 政府

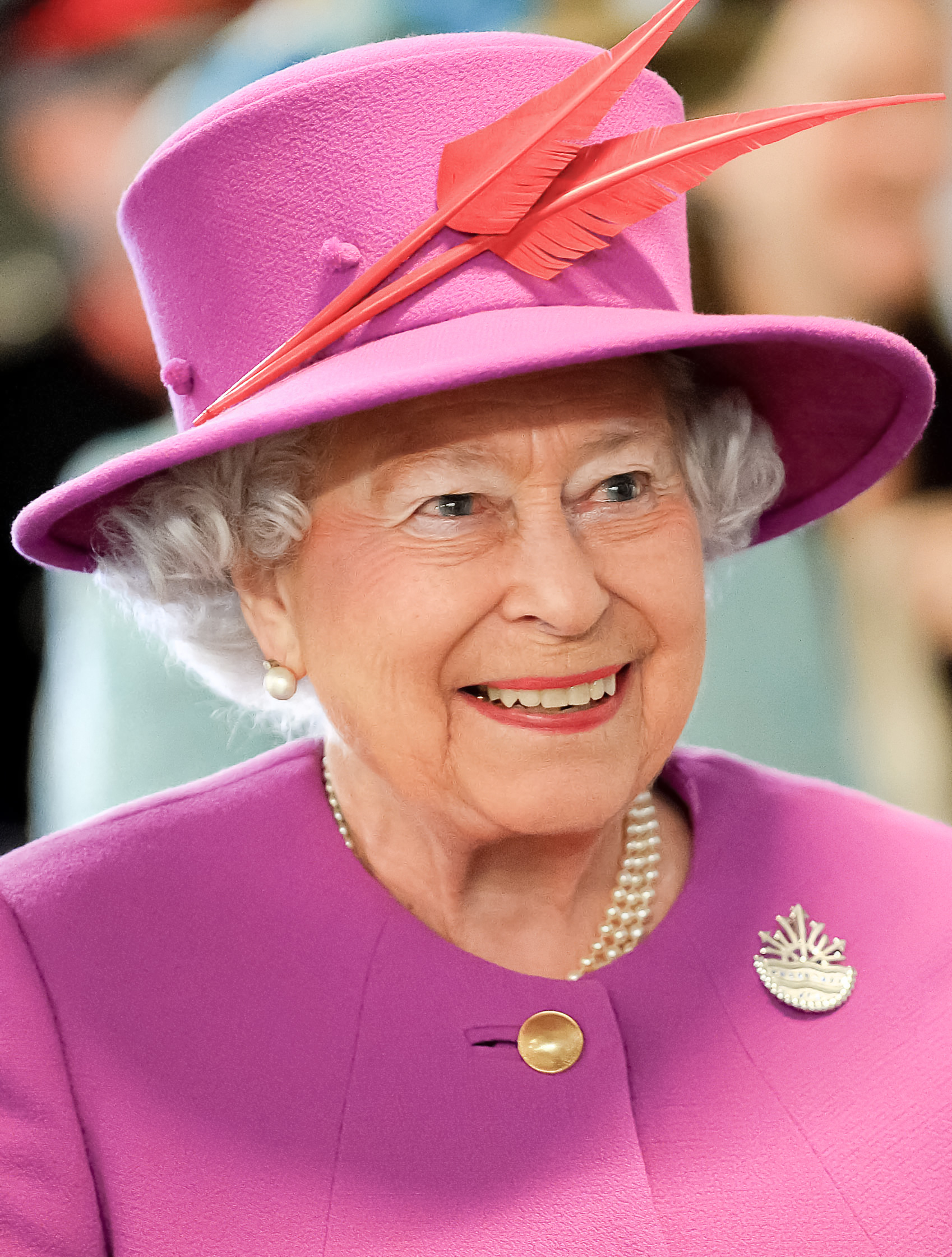
英国君主：伊丽莎白二世

## 大事記

### 1月
- 1月26日：銅鑼灣海宮大廈9樓單位，校長夫婦慘被劫殺，兩人中刀30至40處，不過致命傷是頭骨被萬能角鐵擊碎而死。
- 荔枝角公園開始籌建。[來源請求]

### 2月
- 2月1日：九廣鐵路實施公司化，自當天起由政府持有、但以商業模式運作之九廣鐵路公司接管。
- 2月5日：位於中環皇后大道中之匯豐銀行大廈開始重建。[來源請求]
- 2月11日：
  - 布行老闆娘及其幼子在深水埗醫局街139號B地下被劫殺。
  - 西貢吊鐘洲海床布袋藏屍案。
- 2月17日：慈樂邨第12座樂誠樓三樓235室發生倫常慘劇，瘋婦突發狂性，認定3歲兒子戚達鏗不聽話，親手以50刀刺死兒子。
- 2月28日：凌晨，尖沙咀金巴利道永利大廈2樓富華閣會所被縱火，造成4死52傷。[1][2]

### 3月
- 3月9日：荃灣荃威花園J座3502室發生煤氣爆炸，炸傷十二男女。[3]
- 3月9日：香港地鐵港島綫第二期動工興建，同月，香港仔隧道建成。
- 3月11日：
  - 3名分別持刀、槍男子搶劫紅磡邲嘉街投注站護衛員。
  - 干諾道中宏記大廈1801室亞利仁珠寶行發生襲警搶槍案。[4]
- 3月12日：早上7時荃灣區出現落雹。[5]
- 3月29日：觀塘恒安街淸拆木屋，居民縱火與300多名警員對峙[6]。

### 4月
- 4月1日：平山石礦場舊址，男子以石頭擊斃女兒後自殺。
- 4月8日：有「雨夜屠夫」之稱的連環殺手林過雲在高等法院被判謀殺罪名成立，依例判處死刑，後由英女皇特赦，終身監禁。
- 4月27日：位於九龍紅磡的香港體育館正式開幕。

### 5月
- 5月1日：觀塘協和街83號中南大廈三樓一單位，精神分裂男子劈殺哥哥及親友。
- 5月13日：長沙灣東沙島街發現青年男子屍藏紙盒。[7]

### 6月
- 6月14日：歐亞集團翡翠旅行社一個歐遊團於瑞士南部發生旅遊巴嚴重車禍，造成三死卅七傷慘劇。[8]
- 6月17日：香港天文台錄得17年來最高的雨量，當天早上雨量達274.4毫米，有3人死亡，12人受傷。
- 6月27日：尖沙咀景福珠寶金行劫殺案。

### 7月
- 7月2日：8歲女童下午5時許在沙田禾輋邨跟哥哥及義兄到瀝源邨祿泉樓附近花園玩耍，之後離奇失蹤，一直音訊全無。
- 7月7日：
  - 港督尤德爵士從倫敦返港時表示，在中英香港前途談判中，他是香港人的代表。中國外交部翌日指出尤德是英方代表。
  - 藝人傅聲在清水灣道因發生交通意外身亡。

油麻地麗星大廈10樓A座縱火燒妻案
- 7月8日：油麻地麗星大廈10樓A座縱火燒妻案。[9]
  - 中國副外長姚廣指出中英香港前途談判是「有益有建設性」。
  - 中國對外經貿部批淮華潤集團在香港註冊登記。
- 7月13日：香港立法局通過多項教育改革建議，包括統一大學學制為3年制。
- 7月14日：
  - 富商邱德根之子邱達成凌晨在公主道駕車時，撞死警員鄭孟輝。[10]
  - 香港仔涌頭村木屋區發生三級火，600多間木屋被焚毀，900多人無家可歸。
- 7月16日：九廣鐵路英段（今東鐵綫）全線正式電氣化，全線雙軌行走及列車電氣化。
- 7月18日：裕民財務伊巴謙被殺案。
- 7月28日：一輛警方卡車於屯門公路翻側，一死九傷。[11]

### 8月
- 8月10日：
  - 男子因失業導致無力照顧其90歲、不良於行的母親梁妹，兩人決定服毒同歸於盡，當中死者被餵服2匙巴拉刈，另被告吞服了3匙。兩人隨即昏迷，其中母親送院兩日後不治，但被告卻僥倖生還
  - 慈雲山田寮村山邊木屋發生桃色疑案麵粉袋內藏赤裸少女。[12]
- 8月28日：跑馬地鳳輝臺1號A 2樓發生兇殺案。[13]

### 9月
- 9月9日：颱風愛倫正面襲港，於凌晨2時至上午10時懸掛十號颶風訊號，造成10死333傷12失蹤。赤柱錄得最高陣風為每小時134海浬。[14]
- 9月18日：部份團體於維多利亞公園舉行「反加風大會」，有5,000人參加。
- 9月23日：皇后大道西220號胯輪珠寶金行被三名槍匪劫去四十萬元飾物。[15]
- 9月23日：港元危機爆發，港幣浮動價跌至9.6港元兌換一元美金，一日後更至10港元兌換一元美金，最後導致聯繫匯率產生。
- 9月24日：受到香港前途問題影響，港元兌美元匯率跌至9.60港元兌1美元的歷史低位。
- 9月27日：香港政府緊急接管恒隆銀行。

### 10月
- 10月17日：港元與美元開始實行聯繫匯率，定一美元兌7.80港元。

### 11月
- 11月4日：沙田大會堂動工興建。[來源請求]
- 11月20日：印度著名傳教士與慈善工作家德蘭修女首次訪港，並籌辦仁愛之家，收容照顧香港無家可歸的長者。其後在1985年私人訪問中國大陸前，再度來港，於仁愛之家演講。[16]
- 11月22日：荃灣新村街42號聯發麻雀館廝殺案。
- 11月30日：鰂魚涌華蘭路益新工廠大廈兇殺案。[17]

### 12月
- 12月8日：彌敦道商廈四級火，4死13傷。

### 節慶
下列節慶，如無註明，均是香港的公眾假期，同時亦是法定假日（俗稱勞工假期）。有 # 號者，不是公眾假期或法定假日（除非適逢星期日或其它假期），但在商業炒作下，市面上有一定節慶氣氛，傳媒亦對其活動有所報導。詳情可參看香港節日與公眾假期。
- 1月1日（星期六）：元旦
- 2月12日（星期六）：農曆年初一之前一日（補2月13日）
- 2月13日（星期日）：農曆年初一
- 2月14日（星期一）：農曆年初二
- 2月15日（星期二）：農曆年初三
- 4月1日（星期五）：耶穌受難節（是公眾假期，但不是法定假日）
- 4月2日（星期六）：耶穌受難節翌日（是公眾假期，但不是法定假日）
- 4月4日（星期一）：兒童節 #、復活節星期一（是公眾假期，但不是法定假日）
- 4月5日（星期二）：清明節
- 6月11日（星期六）：英女皇壽辰（是公眾假期，但不是法定假日）
- 6月13日（星期一）：英女皇壽辰後第一個星期一（是公眾假期，但不是法定假日）
- 6月15日（星期三）：端午節
- 8月27日（星期六）：8月份最後一個星期一之前一個星期六（是公眾假期，但不是法定假日）
- 8月29日（星期一）：8月份最後一個星期一為重光紀念日
- 9月21日（星期三）：中秋節 #
- 9月22日（星期四）：中秋節翌日
- 10月14日（星期五）：重陽節
- 10月31日（星期一）：萬聖夜 #
- 12月22日（星期四）：冬至（是法定假日，但不是公眾假期，根據法定假日放假的機構，或會聖誕節放假，冬至不放假。部份機構或會提早下班）
- 12月24日（星期六）：平安夜#（不是公眾假期或法定假日，但部份機構或會提早下班或放假一天）
- 12月25日（星期日）：聖誕節
- 12月26日（星期一）：聖誕節後第一個周日（根據法定假日放假的機構，或會冬至放假，聖誕節不放假）
- 12月27日（星期二）：聖誕節後第二個周日（補12月25日）（是公眾假期，但不是法定假日）
- 12月31日（星期六）：公曆除夕# （不是公眾假期或法定假日，但部份機構或會提早下班或放假一天）

## 出生人物
- 11月5日：鄭松泰 - 香港前政治人物。
- 12月6日：洪永城 - 香港演員。

## 逝世人物
- 1月16日：高嘉禮，前九廣鐵路局局長，於土耳其航空158號班機空難（英语：Turkish Airlines Flight 158）中喪生[18]。
- 2月13日：白英奇，天主教香港教區主教。
- 7月6日：利銘澤，希慎興業主席，死於心臟病，終年78歲。
- 7月7日：傅聲，著名影星，因車禍喪生。
- 9月27日：王司馬，因患惡性腫瘤，病逝香港，享年43歲。